# Cadaval (gemeente)
Cadaval is een plaats en gemeente in het Portugese district Lissabon.
De gemeente heeft een totale oppervlakte van 174 km² en telde 13.943 inwoners in 2001.

## Plaatsen in de gemeente
- Alguber
- Cadaval
- Cercal
- Figueiros
- Lamas
- Painho
- Peral
- Pêro Moniz
- Vermelha
- Vilar